# جیمز بیلی فریزر

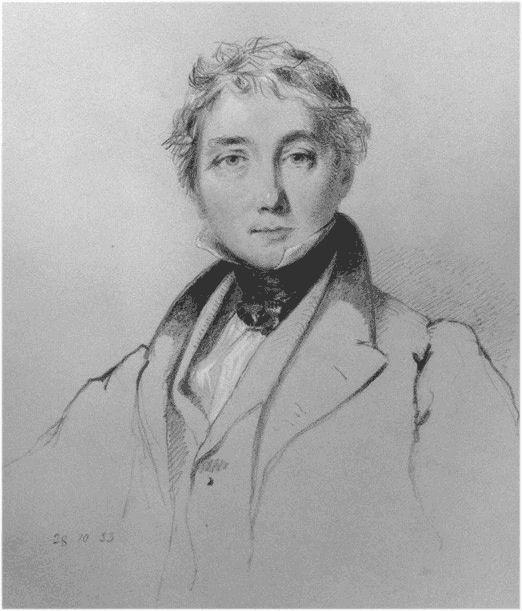
پرتره از جیمز بیلی فریز

جیمز بیلی فریزر (James Baillie Fraser) متولد ۱۷۸۳ و درگذشته به سال ۱۸۵۶، نقاش، سیاح و سفرنامه‌نویس اسکاتلندی است که چند سال در ایران زیسته‌است. او همچنین شرح سفرهایش به هند و کردستان را در کتابهایی مصور آورده است.

## تولد و زندگینامه
وی در ریلیک، نزدیکی اینورنس متولد شد. او فرزند ارشد از میان پنج پسر ادوارد فریزر و همسرش جین بود. وی، در ادینبورگ، در املاک خانوادگی و تحت تعلیم معلم خصوصی پرورش یافت.

## سفرها
جیمز، در آغاز جوانی به هند غربی و از آن‌جا به هندوستان سفر کرد. او، پس از آن‌که از یافتن کاری مناسب در هند نومید شد، در سال ۱۸۲۱ تصمیم گرفت از راه بوشهر و تهران، به میهنش بازگردد. در قم، با لباس مبدّل وارد حرم فاطمه معصومه شد، ولی در مشهد با کمک یک دوست روحانی، تبدیل به یک مسلمان واقعی شد و توانست وارد حرم امام رضا شود و بی‌آن‌که کسی مزاحمش شود، طرح‌هائی بکشد.
فریزر پس از شش هفته اقامت در مشهد، رهسپار غرب شد و از راه ترکمن‌صحرا به استرآباد (گرگان) رفت و سپس در امتداد ساحل دریای خزر، به اردبیل و تبریز و ارومیه سفر کرد. او پس از کمابیش هشت ماه اقامت در ایران، در ۱۸۲۳ به خانه خود در اسکاتلند رسید. از آن پس طی ده سال، هفت کتاب بزرگ شامل سفرنامه و داستان نوشت که همة آن‌ها، جز یکی، زمینة ایرانی دارد. سفرنامه خراسان در سال‌های ۱۸۲۱ و ۱۸۲۲ و سفرها و ماجراها در ایالات ایرانی ساحل جنوبی دریای خزر، دربرگیرنده اطلاعاتی گرانبها در باره منطقه‌ای است که در آن هنگام برای دنیای خارج تقریباً ناشناخته بوده‌است. فریزر در زمستان سال ۳۴-۱۸۳۳ با ماموریت دیپلماتیک و از طریق ترکیه کنونی وارد ایران شد که رهآورد این سفر کتابی بنام سفرنامه زمستانی بود که در سال ۱۸۴۰ در لندن منتشر شد .سفرنامه اخیر از ارزش بیشتری نسبت به سفرنامه قبلی برخوردار بوده و حاوی شرح سفر وی از قسطنطنیه تا تبریز و تهران و سپس خراسان میباشد . این کتاب از سوی دکتر منوچهر امیری به پارسی  ترجمه و در سال ۱۳۶۴ توسط انتشارات توس منتشر شده است .

## درگذشت
فریزر در سال ۱۸۵۶ م درگذشت.

## نگارخانه
نمونه‌هایی از طراحی‌های جیمز بیلی فریزر از شهرها، بناهای تاریخی و مردمان ایران

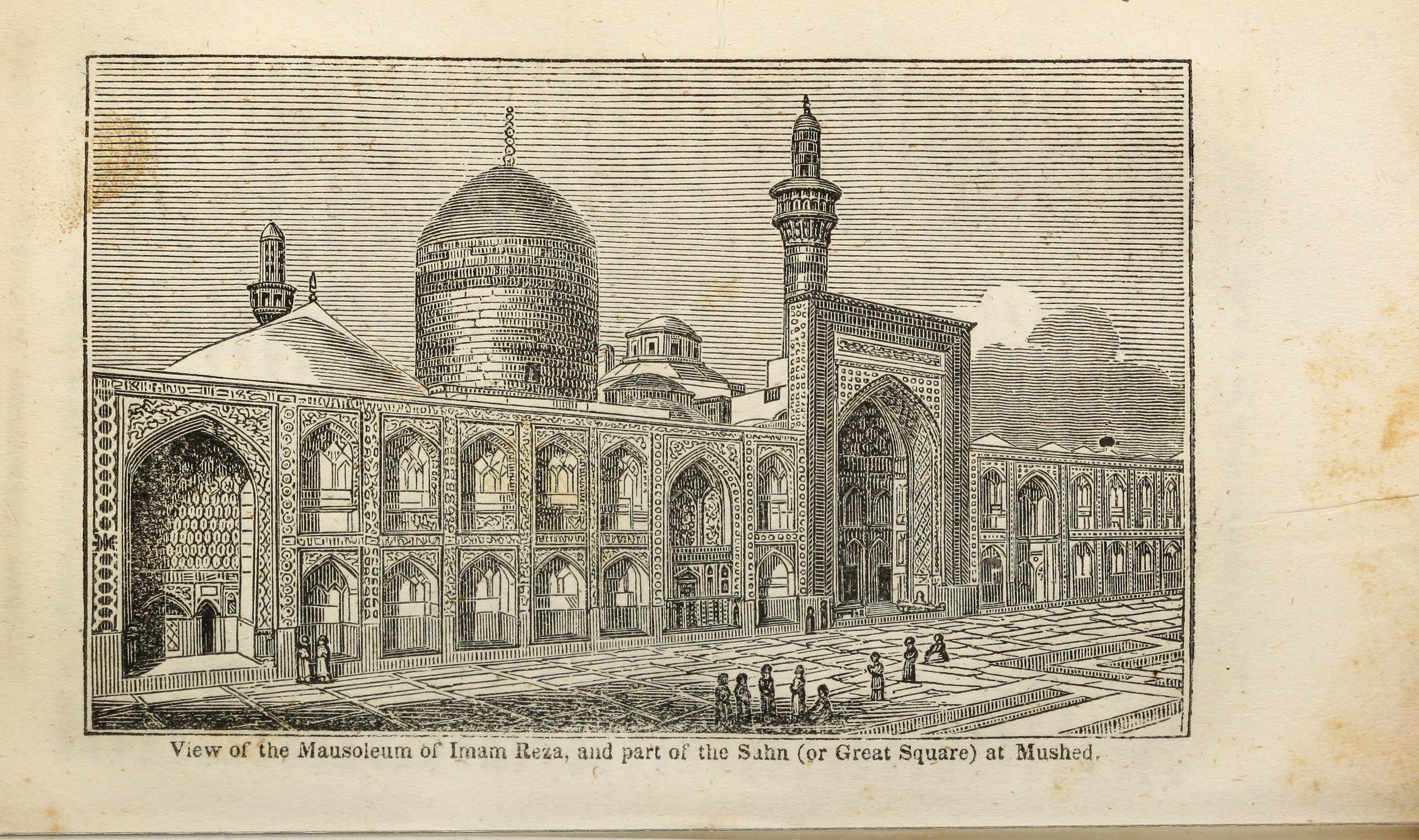
نگاره جیمز بیلی فریز از حرم امام رضا به سال ۱۸۲۲ درپی سفرش به مشهد و پذیرش اسلام
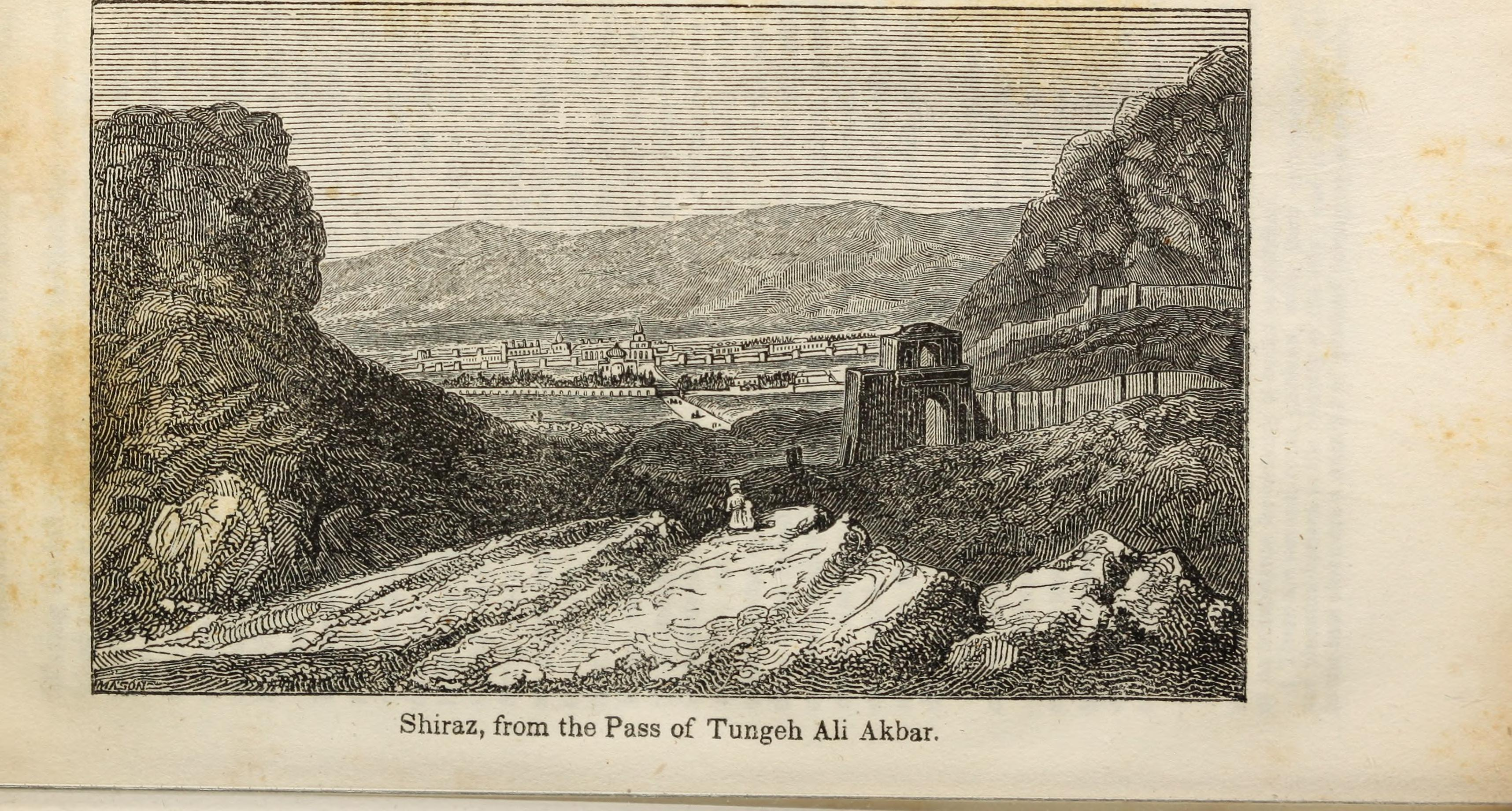
نمایی از شیراز و تنگ الله اکبر
پل دوازده چشمه آمل در سال‌های ۱۸۲۲ تا ۱۸۲۵ میلادی
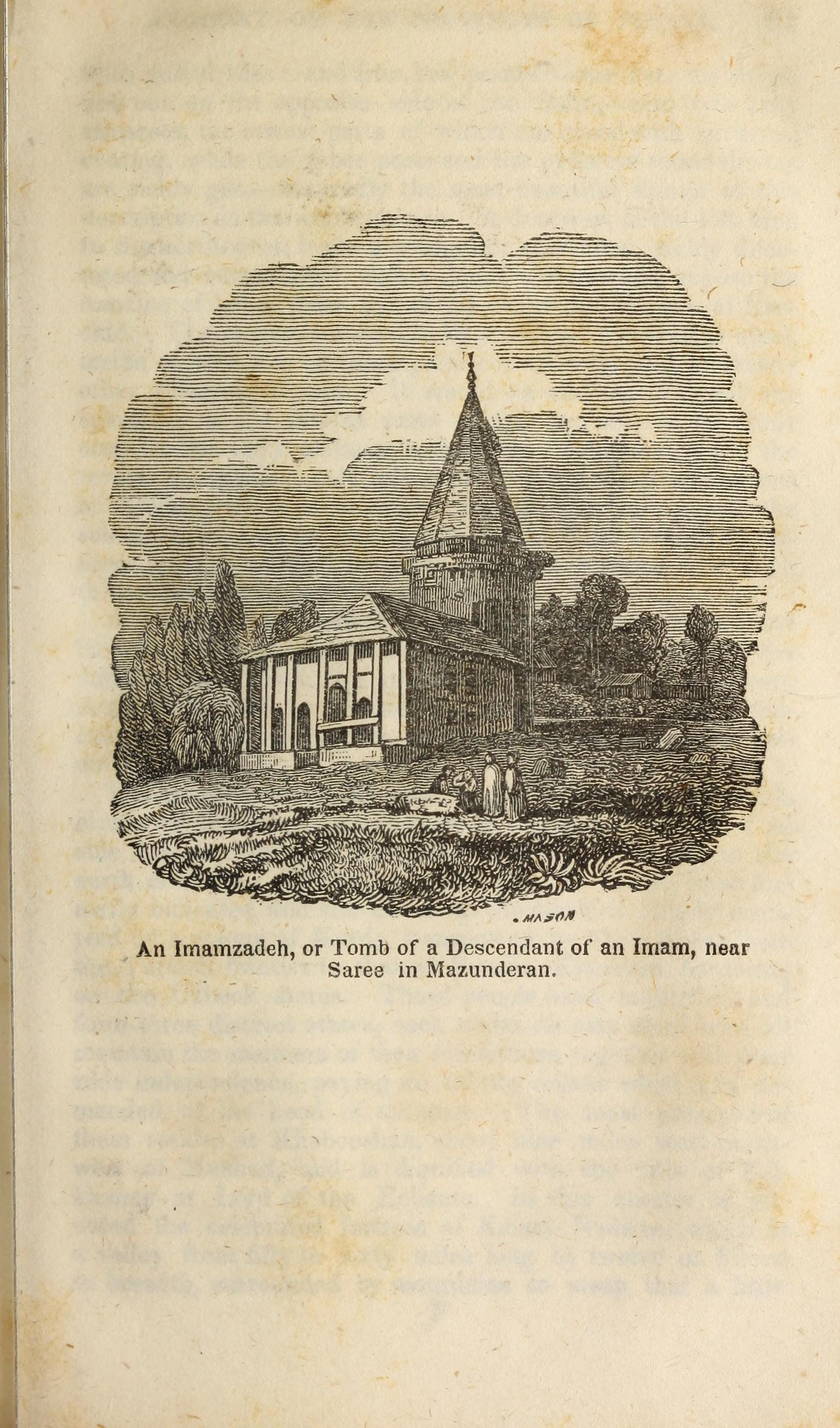
امامزاده ای در نزدیکی ساری در مازندران
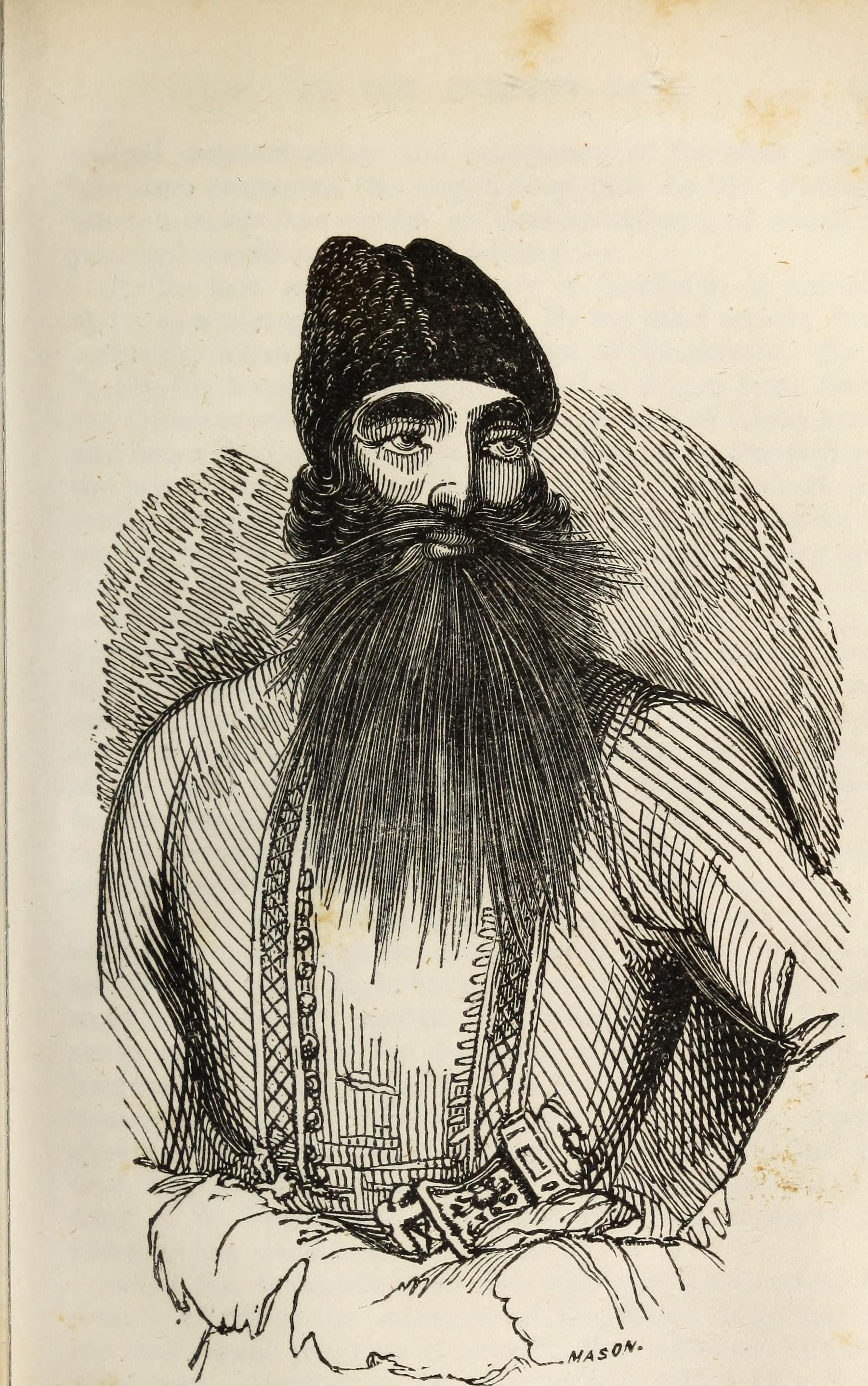
عباس میرزا

## آثار
- سفرنامه زمستانی
- سفرنامه خراسان